# Pinguy OS
Pinguy OS was een meertalige Linuxdistributie gebaseerd op Ubuntu. Pinguy OS was grotendeels vrije software - hierdoor was het gebruik en de herverdeling van het besturingssysteem toegelaten onder de voorwaarden van de GNU General Public License. De Linuxdistributie focuste op gebruiksvriendelijkheid en leverde daarom enkele closedsourcecomponenten mee, zoals Adobe Flash Player. Pinguy OS was gratis te downloaden.

## Functies
Pinguy OS 12.04 heeft volgende functies:
- GNOME 3 als desktopomgeving met veel extensies die het gedrag van GNOME veranderen
- Bevat veel extra, niet-vrije software zoals codecs en browser-plug-ins
- Grafische installatiewizard met lokalisatie
- Pakketbeheer via Ubuntu Software Center
- Ondersteuning voor de instructiesets i686 (x86) en x86-64 (amd64)
- Volgende bestandssystemen kunnen worden gebruikt: ext3, ext4, JFS, ReiserFS en XFS

## Versiegeschiedenis
Hieronder de versiegeschiedenis van Pinguy OS.
| Kleur  | Betekenis               |
| ------ | ----------------------- |
| Geel   | Oude versie             |
| Groen  | Huidige stabiele versie |
| Oranje | Vorige bètaversie       |
| Blauw  | Huidige bètaversie      |

| Versie              | Datum            | Opmerkingen             |
| ------------------- | ---------------- | ----------------------- |
| 10.04               | 8 april 2011     | LTS-versie              |
| 10.10               | 12 november 2010 |                         |
| 10.04.2             | 12 februari 2011 | Update voor LTS-versie  |
| 10.04.3             | 8 mei 2011       | Update voor LTS-versie  |
| 11.04.1             | 26 mei 2011      |                         |
| 11.04.1 Mini        | 4 juni 2011      |                         |
| Ping-Eee OS 11.04.1 | 8 juli 2011      | Ontworpen voor netbooks |
| 11.10 bèta          | 15 november 2011 |                         |
| 11.10 Mini bèta     | 25 november 2011 |                         |
| 12.04 LTS           | 21 juni 2012     |                         |
| 12.10 bèta          | 21 november 2012 |                         |
| 13.04 bèta          | 21 mei 2013      |                         |
| 13.10 bèta          | 6 december 2013  |                         |
| 14.04 Mini          | 28 april 2014    |                         |
| 14.04 LTS           | 12 mei 2014      |                         |

Bèta: Deze versies bereikten nooit de status van stabiele versie, omdat de ontwikkelaar niet tevreden was met het resultaat.